# Kvarnsjön (Söderbärke socken, Dalarna)
Kvarnsjön är en sjö i Smedjebackens kommun i Dalarna och ingår i Norrströms huvudavrinningsområde.